# 동래여자고등학교
동래여자고등학교(東萊女子高等學校)는 대한민국 부산광역시 금정구 구서동에 있는 사립 고등학교이다.

## 학교 연혁
- 1895년 10월 15일 : 호주 여자 장로교 여선교회에 의해 부산진 좌천동 소재의 삼간초옥에서 수업 연한 3개년의 소학과를 창설하고 사립일신여학교로 칭함
- 1909년 8월 9일 : 구한국 학부대신의 인가를 얻어서 수업연한 3개년의 고등과를 병치함
- 1915년 8월 7일 : 수업 연한 3학년의 소학과와 고등과를 각각 4년으로 변경
- 1925년 6월 10일 : 부산진일신여학교 고등과를 동래구 복천동 500번지에 신축 교사(기숙사 설치)에 이전하고 동래일신여학교라 칭함
- 1939년 11월 6일 : 선각자 오태환(吳泰煥)·김명오(金明五) 차광수(車光洙)등이 기부한 30만원과 추가로 모금한 15만원을 바탕으로 김병규(金秉圭)를 회장으로 하는 동래일신여학교 구명운동 재단조성 기성회를 조직
- 1940년 3월 30일 : 일제의 종교탄압정책으로 동래일신여학교 폐쇄(본 신사참배 거부)
- 1940년 4월 20일 : 민족혼을 기리는 애국유지들이 재단법인 구산학원(현,학교법인 동래학원)을 설립하여 학교 경영권을 인수, 동래고등여학교라 개칭하고 동년 5월 30일에 개교식을 거행
- 1946년 9월 1일 : 동래여자중학교로 명칭 변경, 수업 연한을 6년으로 변경
- 1951년 9월 1일 : 동래여자중학교(3년)와 동래여자고등학교(3년)로 분리 편성
- 1952년 7월 19일 : 재단법인 명칭을 동래학원으로 변경
- 1960년 4월 1일 : 교무를 중학교와 고등학교로 분리 운영
- 1987년 3월 2일 : 학교를 현 위치인 금정구 부곡동 산 7-1번지의 신축 교사로 발전 이전하여 입교식을 거행함
- 2003년 10월 22일 : 구산관 준공
- 2022년 3월 11일 : 고교학점제 학교환경 조성 사업(교과교실제) 구축
- 2024년 9월 1일 : 제27대 오용남 교장 취임
- 2025년 2월 6일 : 제125회 졸업식 거행(총 졸업생 수 31,676명)
- 2025년 3월 4일 : 2025학년도 신입생 입학식(입학생 127명)

## 참고 자료
- 동래여자고등학교 - 한국교육학술정보원 학교알리미